# Tegama
Der Tegama (auch: Tagama, Tégama) ist eine Landschaft in Zentral-Niger.

## Geographie
Die Hochebene Tegama befindet sich am westlichen Rand des Tschadbeckens. Sie liegt auf einer Höhe von etwa 500 m bis 1000 m. Im Norden wird der Tegama von der Geländestufe Tiguidit begrenzt. Jenseits davon erstreckt sich die Landschaft Irhazer. Westlich des Tegama schließt die Landschaft Tadrès und südöstlich die Landschaft Damergou an. Im Zentrum des Tegama liegt der Gemeindehauptort Aderbissinat. Zu den größeren Dörfern in der Region gehören Abalama und Tagdofat.
Bei den Gesteinen der Hochebene handelt es sich – vergleichbar dem weiter südöstlich gelegenen Koutous – um Sandstein, Tonschiefer und Konglomerat aus dem Jura, um Kalkstein und Tonschiefer aus der Unterkreide sowie um aus lockerem Sandstein, Tonschiefer und Mergel bestehenden Continental Terminal. Auf den stabilen Dünen gedeiht Commiphora africana aus der Familie der Balsambaumgewächse.

## Geschichte

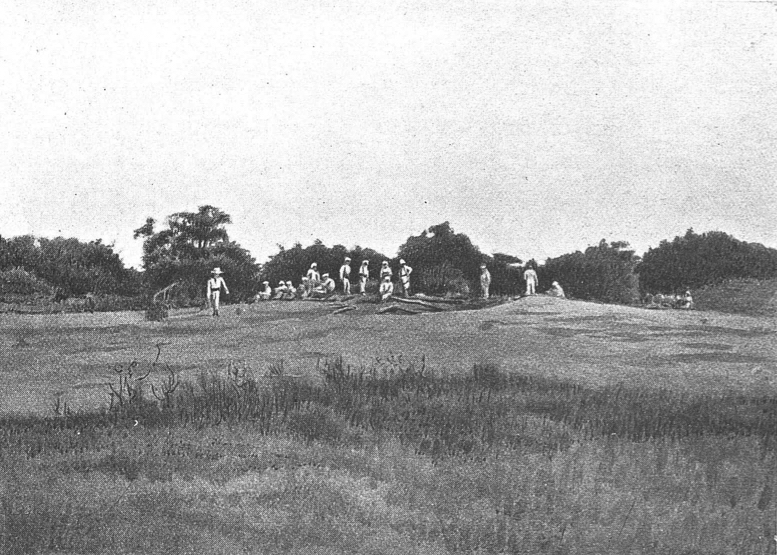
Mission Foureau-Lamy beim Brunnen von Tédalaka im Tegama (1899)

Angehörige der Tuareg-Gruppe Imezoureg verließen ab dem 17. Jahrhundert das Hochgebirge Aïr, um sich im Tegama niederzulassen, wo sie sich mit der bereits ansässigen sesshaften Bevölkerung vermischten. Mitglieder der Tuareg-Gruppe Itesen zogen vom Aïr in den Norden der Hochebene.
Die Afrikaforscher Heinrich Barth, Adolf Overweg und James Richardson reisten Anfang des Jahres 1851 von Agadez kommend durch den Tegama. Im Jahr 1899 durchquerte die französische Forschungs- und Militärexpedition Mission Foureau-Lamy die Landschaft.